# جيرهارد باركهورن
جيرهارد «جيرد» باركهورن (20 مارس 1919)   - 8 كانون الثاني / يناير 1983) كانت ثاني أكثر الطياريين نجاحًا على الإطلاق بعد زميله في لوفتفافه إريش هارتمان. باستثناء هارتمان، يعتبر باركهورن هو الطيار البطل الوحيد الذي تجاوز 300 انتصار. 
وُلد باركهورن في جمهورية فايمار عام 1919 ، وانضم إلى سلاح الجو في عام 1937 وأكمل تدريبه في عام 1939. طار جيرد مع الشهير جاغدجشودر 52 -Jagdgeschwader 52- على الجبهة الشرقية حيث سجل معظم انتصاراته الجوية ووضع الجيش الأحمر مكافأة هامة لمن يسقط طائرته ويرديه قتيل. على الرغم من كونه ثاني أكثر الطيارين نجاحا في تاريخ الطيران الا ان وسامه الخاص به وسام الفارس لم يزين بالماس بعد أن وصل إلى 300 اسقاط.
بعد أن أسقطت طائرته عدة مرات ظهرت على باركهورن أعراض القلق والإجهاد الذي أصبح واضحا بشكل خاص خلال مهامه في الدفاع عن الرايخ. في العام الأخير من الحرب، كان محاطا من قبل الطيارين عديمي الخبرة الذين كانوا يسقطون مثل الذباب ضد طواقم الحلفاء أثناء المعركة وهو الأمر الذي زاد في عدم استقراره العقلي وأدخل بعدها المستشفى. بعد إجازة قصيرة عاد كطيار للمقاتلة مي 262 ولكن لم يسجل أي انتصارات مع الطائرة الجديدة والتي اعتبرها من الصعب جدا السيطرة عليها. توفي جيرد باركهورن مع زوجته في عام 1983 بعد حادث سيارة مميت.

### اقتباسات
1. ↑  Zabecki 2014.